# 春分
- 立春
- 雨水
- 惊蛰
- 春分
- 清明
- 谷雨
- 立夏
- 小满
- 芒种
- 夏至
- 小暑
- 大暑
- 立秋
- 处暑
- 白露
- 秋分
- 寒露
- 霜降
- 立冬
- 小雪
- 大雪
- 冬至
- 小寒
- 大寒

| 歲   | 開始             | 結束             |
| ---- | ---------------- | ---------------- |
| 辛巳 | 2001-03-20 13:30 | 2001-04-04 17:24 |
| 壬午 | 2002-03-20 19:16 | 2002-04-04 23:18 |
| 癸未 | 2003-03-21 00:59 | 2003-04-05 04:52 |
| 甲申 | 2004-03-20 06:48 | 2004-04-04 10:43 |
| 乙酉 | 2005-03-20 12:33 | 2005-04-04 16:34 |
| 丙戌 | 2006-03-20 18:25 | 2006-04-04 22:15 |
| 丁亥 | 2007-03-21 00:07 | 2007-04-05 04:04 |
| 戊子 | 2008-03-20 05:48 | 2008-04-04 09:45 |
| 己丑 | 2009-03-20 11:43 | 2009-04-04 15:33 |
| 庚寅 | 2010-03-20 17:32 | 2010-04-04 21:30 |
| 辛卯 | 2011-03-20 23:20 | 2011-04-05 03:11 |
| 壬辰 | 2012-03-20 05:14 | 2012-04-04 09:05 |
| 癸巳 | 2013-03-20 11:01 | 2013-04-04 15:02 |
| 甲午 | 2014-03-20 16:57 | 2014-04-04 20:46 |
| 乙未 | 2015-03-20 22:45 | 2015-04-05 02:39 |
| 丙申 | 2016-03-20 04:30 | 2016-04-04 08:27 |
| 丁酉 | 2017-03-20 10:28 | 2017-04-04 14:17 |
| 戊戌 | 2018-03-20 16:15 | 2018-04-04 20:12 |
| 己亥 | 2019-03-20 21:58 | 2019-04-05 01:51 |
| 庚子 | 2020-03-20 03:49 | 2020-04-04 07:38 |
| 辛丑 | 2021-03-20 09:37 | 2021-04-04 13:35 |
| 壬寅 | 2022-03-20 15:33 | 2022-04-04 19:20 |
| 癸卯 | 2023-03-20 21:24 | 2023-04-05 01:13 |
| 甲辰 | 2024-03-20 03:06 | 2024-04-04 07:02 |

數據來源：噴氣推進實驗室線上曆書系統
春分是二十四节气之一，為春季九十天的中分点，公曆日期約略落於每年的3月21日前後（20日至22日）。太阳到达黄经0°（春分点）的日子，斗指卯，古时又称为“日中”、“日夜分”、“仲春之月”。
《月令七十二候集解》：“二月中，分者半也，此当九十日之半，故谓之分。秋同义。”《春秋繁露·阴阳出入上下篇》说：“春分者，阴阳相半也，故昼夜均而寒暑平。”清人潘荣陛在《帝京岁时纪胜》中说：“春分祭日，秋分祭月，乃国之大典，士民不得擅祀。”

## 天文現象
在時間周期上是指太阳位于黄经0°至15°的區間，大約是公曆3月20日至4月4日之間。但通常特指阳光直射赤道的那一天（或那一刻）。
简单来说就是太阳直射赤道，白天和黑夜一样长，即晝夜平分點。并且在此后太阳开始向北回归线移动。
每年的3月20日或21日，全球绝大部分地区昼夜等长，而在北极点与南极点附近，可以观测到“太阳整日在地平线上转圈”的特殊现象。

## 地球上的现象
春分时，太阳直射点在赤道上，此后太阳直射点继续北移，故春分也称升分。
春分时，全球昼夜除极点附近以外几乎等长。春分之后，北半球各地開始晝長於夜，南半球各地夜長於晝。
春分时，全球无极昼极夜现象。春分之后，北极附近开始极昼，范围渐大；南极附近极昼结束，极夜开始，范围渐大。

## 物候
- 玄鳥至：玄鳥，燕也，高誘曰：「春分而來，秋分而去也。」
- 雷乃發聲：陰陽相薄為雷，至此，四陽漸盛，猶有陰焉，則相薄乃發聲矣；乃者，《韻會》曰：「象氣出之難也。」註疏曰：「發，猶出也。」
- 始電：電，陽光也；四陽盛長，值氣洩時而光生焉。故《曆解》曰：「凡聲，陽也；光，亦陽也。《易》曰：「雷電合而章。」《公羊傳》又曰：「電者，雷光。」是也，徐氏曰：「雷陽，電陰。」非也。蓋盛夏無雷之時，電亦有之，可見矣。

## 假日
春分在日本是國定假日，稱為「春分之日」（春分の日）。
在伊朗曆中，春分是新一年的開始，稱為納吾肉孜節（Nowruz）。波斯、庫德、土耳其、中亞不少民族、曾受鄂圖曼帝國統治民族、拜火教信徒視此為重大節慶和具宗教意義。
阿富汗、烏兹别克等國的新年，也都在春分日。
巴比倫曆以春分為一年之始。
另外，在基督宗教中，復活節在春分後的第一個滿月後的第一個星期日慶祝。

## 外部連結
- . 中国政府网.   [2019-03-20]. （原始内容存档于2019-09-16） （中文（中国大陆））.
- . 農委會.   [2008-07-29]. （原始内容存档于2006-10-04） （中文（臺灣））.